# Рід літератури
Рід літератури — узагальнююче поняття, один із головних елементів систематизації літературного матеріалу.
Літерату́ра за рода́ми (літературні роди) поділяється на три типи  — епос (епіка), лірику та драму. Ознаки: з погляду способів наслідування дійсності (Арістотель), типів змісту (Ф. Шиллер, Ф. Шеллінґ), категорій гносеології (об'єктивне — суб'єктивне в Г. Гегеля), формальних ознак (О. М. Веселовський), психології (Е. Штайгер).
Незважаючи на розмитість визначень міжродових границь і велику кількість проміжних форм (ліро-епос, лірична драма, драма-казка), у кожному творі зазвичай можна виділити родову домінанту: оповідання про подію (епос), суб'єктивно-емоційне міркування (лірика), діалогічне зображення подій (драма).
́
В епосі розрізняють такі види: роман, повість, оповідання, новела, нарис. В ліриці видів може бути багато: сонет, гімн, поема, елегія, ода, ліричний вірш, думка і так далі. В драмі: трагедія, комедія, трагікомедія та власне драма.